# Jonne Hjelm
Jonne Hjelm (Tampere, 14 januari 1988) is een Finse voormalige professionele voetballer die speelde als aanvaller en vleugelspeler voor de Finse clubs Ilves, Tampere United en Haka, evenals de Duitse club SV Wehen Wiesbaden. 
Hij is de zoon van de Finse voormalige hoofdcoach van Tampere United en voormalig voetballer Ari Hjelm.

## Prijzen
Tampere United
- Veikkausliiga : 2007
- Finse voetbalbeker : 2007
- Liigacup : 2009